# Bia, la sfida della magia/L'alfabeto di Bia
Bia, la sfida della magia/L'alfabeto di Bia  è un singolo discografico dei Piccoli Stregoni, pseudonimo di Andrea Lo Vecchio e del piccolo Giovanni Marelli, pubblicato nel 1981.

## Descrizione
Il brano era la sigla dell'anime omonimo, scritta e composta da Andrea Lo Vecchio su arrangiamento e direzione orchestra di Rodolfo Grieco.
L'alfabeto di Bia è il lato B del singolo, brano basato sul ritornello del brano precedente. Ogni volta che esso viene ripetuto, il cantante si limita ad accennare la prima sillaba, variando la lettera dell'alfabeto. A contribuire alla vasta fortuna di questa serie in Italia è stata in parte anche la caratteristica sigla italiana che nel ritornello, quasi come una cantilena, sembra voler insegnare l'alfabeto ai bambini.
Entrambi i brani sono stati inseriti nella compilation Supersigle TV vol. 5 e in altre raccolte.

## Tracce
1. Bia, la sfida della magia – 2:30 (Andrea Lo Vecchio)
2. L'alfabeto di Bia – 3:00 (Andrea Lo Vecchio)

## Accoglienza
| Classifica (1981) | Posizione massima |
| ----------------- | ----------------- |
| Italia            | 12                |